# Marcel Mauss
Marcel Mauss, francoski sociolog, etnolog in antropolog, * 10. maj 1872, Epinal, Vosges, Francija, † 10. februar 1950, Pariz, Francija.
Velja za enega najpomembnejših sociologov v obdobju med obema vojnama. Njegovo najbolj znano delo je »Esej o daru« (Essai sur le don), ki ga je v letih 1923-24 objavil v vodilni francoski sociološki reviji »L'Année Sociologique«, ki jo je tudi urejal. Njegov vpliv daleč presega razmeroma skromen opus del, saj je objavljal zgolj krajše razprave, ki so posegale širše na območje religiologije, antropologije, etnologije in tudi psihologije, filologije, zgodovine prava in ekonomije. Nezanemarljiv je tudi njegov vpliv na povojni francoski strukturalizem, na izključno sociološkem področju pa je pripomogel k uveljavitvi vpliva sociologije svojega strica Emila Durkheima.   

## Življenje
Mauss se je rodil Epinalu, mestu v regiji Lorena na severovzhodu Francije. Rojen je bil v ortodoksni judovski družini, njegov štirinajst let starejši stric ga je že zelo zgodaj spodbudil v študij in kasneje močno vplival na njegovo poklicno pot. Najprej je študiral filozofijo v Bordeauxju, kjer je ta čas poučeval Durkheim. Študij je nadaljeval v Parizu, kjer so ga pritegnila dela dveh britanskih antropologov Jamesa Frazerja in Edwarda Tylorja. Pod vplivom del teh dveh avtorjev je začel študirati sanskrt, primerjalno indoevropsko jezikoslovje in zgodovino religij, vendar kljub vztrajnemu priganjanju njegovega strica ni nikoli uspel promovirati z doktorsko tezo o molitvi, ki je zaobjemala znanje iz teh ved.
Začel je intelektualno ustvarjati ravno v turbolentnem političnem obdobju Dreyfusove afere, ki je bila močan dejavnik antisemitizma v Franciji. Aktivno je podprl pisatelja Zolaja v tej aferi in se pridružil socialistični stranki ter urejal nekatere levičarske časopise, enega od njih tudi v sodelovanju s francoskim filozofom in anarhistom Georgesom Sorelom.
Leta 1901 je na podiplomski fakulteti v okviru pariške univerze zasedel katedro za zgodovino religij neciviliziranih ljudstev in skupaj z Durkheimom ter njegovimi študenti začel sodelovati pri izdajanju socioloških prispevkov za revijo »L'Année Sociologique«. Prva svetova vojna je na Maussu pustila globoke duševne rane. Ne samo, da je bil vpoklican na fronto, kjer se je bojeval, v vojni je namreč padla večina predvojnih kolegov in Durkheimovih študentov. Malo pred koncem vojne je umrl tudi Durkheim. Maussu je šele leta 1924, ko ga je že uveljavljeni antropolog Lucien Lévi-Bruhl imenoval za sekretarja Sociološkega inštituta uspelo ponovno obuditi projekt »L'Année Sociologique«. V naslednjih letih je objavljal dela svojih padlih kolegov ter svojega učitelja in strica. Leto kasneje so Mauss, Lévi-Bruhl in etnolog Paul Rivet ustanovili Etnološki inštitut, kjer je v naslednjih letih Mauss predaval etnologijo, vse do prevzema katedre za sociologijo leta 1931 na Collège de France, najprestižnejši francoski izobraževalni instituciji v okviru pariške univerze. 
Med drugo svetovno se je zaradi svojega judovskega porekla umaknil iz javnega življenja. Poleg stalnega strahu pred internacijo v koncentracijsko taborišče ga je prizadelo tudi to, da so ga zaradi njegovega rodu zapustili številni sodelavci in znanci.

## Dela
Njegova najpomembnejša dela so izšla šele posmrtno. Maussovi učenci so šele tik pred njegovo smrtjo izdali zbirko njegovih esejev, vključno s tistim o daru, v zborniku »Sociologija in antropologija« (Sociologie et anthropologie, 1925). Delo vsebuje Levi-Straussov predgovor, ki se pojavi tudi slovenski izdaji Eseja o daru in drugih spisov.
Levi-Straussovo mnenje o Eseju o daru je, da je ta esej brez dvoma Maussova najodličnejša mojstrovina , a hkrati je potrebno upoštevati tudi ostala Maussova dela, ki so pogosto nastajala v okviru priprav na predavanja. 
V Eseju o daru se Mauss ukvarja s proučevanjem pravil obdarovanja v arhaičnih, tj. predmodernih družbah. Ugotovitve in primerjave, ki izhajajo iz tradicionalnih form obdarovanja v predmodernih družbah, v katerih navadno en kolektiv oziroma klan preko svojega poglavarja obdaruje drug klan, v zadnjem delu eseja posploši tudi na moderno družbo, v kateri je ekonomska blagovna menjava ločena od neformalnih praks obdarovanja, ki so pretežno individualnega značaja.
Pravilo obdarovanja po Maussu nikakor ni prostovoljno in neobvezujoče. Iz etnografskih analiz britansko kolumbijskih indijanskih plemen ob obali Pacifika, kjer je institucija obdarovanja potlač glavno gonilo družbenega življenja, in iz ostalih etnografskih analiz arhaičnih ljudstev širom sveta in zgodovine Mauss izpelje tri obveze obdarovanja, in sicer pravilo, da se darila:
- podarjajo;
- prejemajo in
- povrnejo.

V nekoliko poenostavljeni obliki obveza podariti darilo potrjuje vpliv tistega, ki podarja nek dar prejemniku daru, ki je recipročno obvezan, da dar ob ustrezni priložnosti tudi povrne. Kršitev katerega od pravil obdarovanja, npr. da nekdo, ki velja v družbi za vplivnega in pomembnega, noče obdarovati, ali pa da prejemnik noče prejeti darila, ali pa ga vrne v neustrezni obliki - vse te kršive pravil obdarovanja vodijo v družbene konflikte. Darovanje zavezuje obdarovanca k povrnitvi, ki mora najmanj povrniti kot enakovredno  darilo. Drugače se z obdarovanjem vzpostavlja hierarhija družbenih odnosov: če darovalec daruje več, kot prejemnik lahko vrne, potem darovalec dokazuje, da je več vreden od prejemnika.
Mauss sicer izhaja iz koncepta potlača, a ga iz specifičnega okvira - kakor sam imenuje - obreda totalnih uslug razširi na vsako obliko kolektivnega obdarovanja v arhaičnih družbah, ki hkrati kot sistem kolektivne menjave med plemenskimi kolektivi ureja pravno, ekonomsko, religiozno in nenazadnje estetsko življenje teh kolektivov. Zato Mauss prepozna ustrezne vzporednice v pravilih obdarovanja, ki veljajo za potlač, tudi v etnografskem delu poljskega antropologa Bronislawa Malinowskega, ki je na Trobriandskem otočju v Melaneziji proučeval institucijo ritualne medplemenske izmenjave na videz ničvrednih kula verižic. Mauss isto trodelno obligacijo obdarovanja posploši še na druge zgodovinske in etnološke primere ter v sklepnem delu eseja še na primere iz sodobne razvite družbe. 
Dva prav tako pomembna eseja, ki se vklapljata v predhodne etnološke analize Eseja o daru sta eseja »Zafrkantski sorodstveni odnosi« in programski esej »Telesne tehnike«. Oba eseja sta bila sicer najprej predložena kot predavanji. V Zafrkantskih sorodstvenih odnosih, iz etnoloških primerov analizira pogoje družbeno sprejemljivega šaljenja in zbadanja med sorodniki in znanci, namreč kako se lahko neka nadrejena družbena skupina z zafrkancijami vrši neformalni moralni nadzor nad podrejeno skupino. V Telesnih tehnikah dokazuje kulturno priučeno pogojenost različnih telesnih praks in drž, od hoje, teka, umivanja, plavanja, spanja, ki bi jih bilo potrebno interdisciplinarno raziskati v sodelovanju z drugimi znanostmi, posebej psihologijo. Ničesar, niti še tako samoumevno navado, kot je hoja, po Maussovem menju ne bi smeli jemati za naravno danost, pač pa za kulturno priučeno dejstvo.

## Vplivi
Poleg ohranitve Durkheimovega imperativa, da je družbena dejstva potrebno spoznavati kot stvari, preden lahko razumemo njihovo funkcijo v razmerju do celote, je na nadaljnjo antropološko vedo in širšo humanistiko pomembna teorija vzajemnega obdarovanja, ki jo je kasneje prevzel in nadgradil Claude Lévi-Strauss. Njegove analize obdarovanja so postale izhodišče za ovrednotenje praks obdarovanja v sodobnem potrošniškem svetu.